# Герб Чермалика
Герб Чермалика — офіційний символ села Чермалик Донецької області. Затверджений рішенням сільської ради №XXIII/IX-109 від 16 грудня 1999 року. Автор: Олег Ігорович Киричок.
Нова версія герба затверджена 29 лютого 2000 року рішенням №XXIII/X-119 сільської ради.
Автор — О. І. Киричок.

## Опис
На зеленому щиті дві золоті гори по боках, між якими золота дата «1779». На відділеній сріблом лазуровій шиповидній базі — золотий меандр.